# Gevgelija
Gevgelija (makedonsko Гевгелија; [ɡɛvˈɡɛlija]) je mesto s 15.685 prebivalci, ki se nahaja na skrajnem jugovzhodu Severne Makedonije ob meji z Grčijo (Bogorodica- Evzoni). Leži ob bregovih reke Vardar, na točki, ki povezuje avtocesto iz Skopja in treh regionalnih prestolnic Beograd, Zagreb in Sofija s Solunom v Grčiji. Mesto je sedež Občine Gevgelija.

## Ime
Mesto se v makedonščini imenuje Gevgelija (Гевгелија). V bolgariščini je znano je tudi kot Gevgeli (Гевгели), v turščini kot Gevgeli, Đevđelija (Ђевђелија, IPA: [dʑeʋdʑělija] ) v srbščini in Gevgelí (Γευγελή) v grščini. Gevgelijo pogosto imenujejo »makedonski Las Vegas«, zlasti zaradi števila igralnic v mestu in okolici.
Konec 19. in v začetku 20. stoletja je bila Gevgelija del Salonskega vilajeta Osmanskega cesarstva. Po statističnih podatkih francoskega geografa Alexandrea Synveta je imelo mesto leta 1878 skupno krščansko prebivalstvo 290 družin (1740 ljudi), od tega 35 bolgarskih kristjanov, ostali pa grški kristjani. Mesto je imelo tudi 4 grške šole.
Od leta 1929 do 1941 je bila Gevgelija del Vardarske banovine Kraljevine Jugoslavije.

## Transport
Mesto je med drugim oskrbovano z železnico; železniška postaja Gevgelija, ki se nahaja zunaj meja mesta.

## Demografski podatki
Po popisu leta 2002 je mesto Gevgelija imelo 15.685 prebivalcev, med katerimi so bili večinoma etnični Makedonci . 

## Geografija
Mesto se nahaja med gorama Kožuf in Pajak, le 70 km od Soluna in 165 km iz Skopja. Mesto je nekakšno železniško skladišče med obema državama, zaradi česar je osrednja lokacija v svoji regiji. Zaradi lege na jugu države ima toplo mediteransko podnebje (klasifikacija Csa), zaradi česar je v Severni Makedoniji optimalno gojenje sadja in zelenjave, kot so fige, limone in grozdje. Mesto je tudi središče za gojenje sviloprejk, ki so sestavni del trgovine s svilo v državi. Gevgelijsko gospodarstvo poleg kmetijstva sestavlja tudi sektor lahke industrije. Turizem raste, v bližini se nahaja velneški center.

### Podnebje
Gevgelija ima vroče-poletno sredozemsko podnebje (Köppenova klasifikacija podnebja: Csa).

## Mednarodni odnosi

### Pobratena mesta
Gevgelija je pobratena z:
| - Inđija, Srbija - Sevlievo, Bolgarija - Kotka, Finska - Sežana, Slovenija |

## Galerija
- Razglednica Gevgelije v 1930. letih
- Razglednica Gevgelije z osnovno šolo v 1930. letih
- Izgradnja avtocestnega mostu pri Malosistu v 1950. letih